# Prochyliza varipes
Prochyliza varipes är en tvåvingeart som först beskrevs av Johann Wilhelm Meigen 1830.  Prochyliza varipes ingår i släktet Prochyliza och familjen ostflugor. Inga underarter finns listade i Catalogue of Life.